# ヨヴァン・マルコスキ
ヨヴァン・マルコスキ（Јован Маркоски/Jovan Markoski、1980年6月23日 - ）は、ユーゴスラビア（現セルビア）出身の元サッカー選手。現役時代のポジションはミッドフィールダー（OH）。

## 来歴
FKジェレズニクで頭角を現し、2002-03シーズンは4位、2003-04シーズンは3位と躍進するクラブの中で活躍。セルビア・モンテネグロ代表にも招集され、4試合に出場した。
2004-05シーズン終了後にクラブは合併により消滅するが、マルコスキはFKゼタ・ゴルボヴツィに背番号10を用意され迎え入れられた。2006年3月21日に行われたパルチザン・ベオグラード戦にて、一昨年までゼタの中心選手であったネナド・ブルノヴィッチに悪質な反則を犯し、レッドカードを受け退場になった。ブルノヴィッチは復帰まで2年半という重傷を負い、マルコスキもシーズン終了後にモンテネグロを離れた。
その後2007年よりウクライナに渡り、FCヴォルスクラ・ポルタヴァで活躍を続ける。2009年のウクライナカップ決勝シャフタール・ドネツク戦では、マルコスキのシュートのこぼれ球をバシル・サチコが押し込み決勝点をあげ、クラブに初タイトルをもたらした。

## 獲得タイトル
- セルビア・モンテネグロカップ : 2005
- ウクライナカップ : 2009
- セルビア・プルヴァ・リーガ : 2015-16